# 大叶方竹
大叶方竹（学名：Chimonobambusa grandifolia）为禾本科方竹属下的一个种。

## 扩展阅读
- 維基物種上的相關：大叶方竹